# Felizian Hegenauer
Johann(es) Felizi(t)an Hegenauer (* 27. Januar 1692 in Braunau am Inn; † unbekannt) war ein österreichischer Bildhauer.

## Eltern
Hegenauers Eltern waren der aus Bergen (Pfarrei Schmiechen) bei Mering stammende und in Braunau am Inn verstorbene Bildhauer Sebastian Högenauer (1660–1719) und dessen Ehefrau Helene Mass, Tochter des Rosenheimer Bildhauers Blasius Mass. Högenauer war der einzige namhafte Barockbildhauer, der im letzten Viertel des 17. Jahrhunderts in Braunau am Inn lebte. Nach dem Tod von Sebastian Högenauer heiratete seine Witwe 1721 den ebenfalls aus Braunau am Inn stammenden Bildhauer und Krippenschnitzer Johann Georg Libigo († 1743 in Braunau am Inn). In Braunau am Inn gibt es viele Kirchenarbeiten von Högenauer und Libigo.

## Familie und Werk
Hegenauer hinterließ in vielen Kirchen im süddeutschen Raum seine Spuren, vor allem in Pfullendorf und Türkheim an der Wertach, aber auch in kleineren Orten wie Gutenstein im Donautal, Dietershofen oder Liggersdorf. Hegenauer soll im Alter nach Braunau am Inn zurückgekehrt sein. Näheres darüber ist nicht bekannt. Hegenauer heiratete 1716 die aus Überlingen am Bodensee stammende Steinmetztochter Franziska Danner († 5. September 1755 in Überlingen). 1717 ließ er sich als Statuarius in Pfullendorf nieder, wo er bis 1740 lebte. Von den zehn Kindern des Ehepaares, geboren zwischen 1717 und 1734, waren sechs Söhne, von denen vier, Johann Caspar Wilhelm (* 30. Januar 1719), Johann Michael (* 17. September 1723), Joseph Felizian (* 4. März 1728) und Konrad Felizian (* 26. November 1734), wie der Vater Bildhauer bzw. Holzschnitzer wurden und in seiner Werkstatt mitarbeiteten. Vermutlich um 1740 zog die Künstlerfamilie nach Türkheim an der Wertach. Die wohl bedeutendsten Bildhauerarbeiten Hegenauers sind die sieben Holzskulpturen des Hochaltars der St.-Jakobus-Kirche in Pfullendorf: die Apostelbrüder Johannes und Jakobus, vier Engel und Gott Vater sowie Schilde, Kapitäle und Rahmen zu den Altarblättern. Formal gehören diese Arbeiten Hegenauers zum Teil noch dem Spätbarock an.